# Discrasita
La discrasita és un mineral d'argent de la classe dels sulfurs. Va ser descrita per primera vegada el 1797 a la mina de Wenzel, Selva Negra, Alemanya. El nom prové de la paraula grega δυσκράσις, que significa "mal aliatge".

## Característiques
La discrasita, amb fórmula Ag₃Sb, és una de les menes d'argent menys freqüents. Es tracta d'un mineral de diafanitat opaca, i de color blanc, plata, amb lluentor metàl·lica. Cristal·litza en el sistema ortoròmbic, formant cristalls piramidals de fins a 5 cm. També pot formar cristalls cilíndrics i cristalls prismàtics. Pot aparèixer amb una pàtina de color gris a marró. Sota llum reflectida mostra una feble anisotropia. El color de la discrasita sota llum polaritzada plana és gris fosc-negre.
Segons la classificació de Nickel-Strunz, la discrasita pertany a «02.AA: Aliatges de metal·loides amb Cu, Ag, Au» juntament amb els següents minerals: domeykita-β, algodonita, domeykita, koutekita, novakita, cuprostibina, kutinaïta, al·largent, maldonita i stistaïta.

## Formació i jaciments
Es presenta com un mineral hidrotermal en filons que contenen plata en associació amb plata nativa, pirargirita, acantita, stromeyerita, tetraedrita, allemontita, galena, calcita i barita. Es troba juntament amb minerals d'arsènic i antimoni. Als territoris de parla catalana ha estat descrita en filons de quars a Caldes de Malavella (Selva) i a la mina Atrevida (Vimbodí i Poblet).